# Keiiti Aki
Keiiti Aki, in giapponese 安芸 敬一? (Yokohama, 3 marzo 1930 – Saint-Pierre, 17 maggio 2005), è stato un sismologo giapponese naturalizzato statunitense, docente di geofisica al Massachusetts Institute of Technology (MIT) e poi alla University of Southern California (USC). È stato uno fra i più grandi sismologi del XX secolo, il suo lavoro pionieristico lo portò a definire con precisione il limite litosfera - astenosfera e sviluppò la nozione di momento sismico che divenne uno standard. Scrisse, insieme a Paul Richards, il libro Quantitative Seismology: theory and methods.

## Biografia
Aki nacque a Yokohama, in Giappone, in una famiglia di ingegneri. Conseguì la laurea nel 1952 e il dottorato nel 1958, entrambi presso l'Università di Tokyo. Dal 1958 fino al 1960 condusse ricerche presso il California Institute of Technology negli Stati Uniti. Rientrò quindi in Giappone diventando nel 1963 professore associato presso l'Istituto di ricerca dei sismi dell'Università di Tokyo. Tre anni più tardi fu invitato da Frank Press, con il quale aveva già lavorato presso il Caltech Seismological Laboratory, a ritornare negli Stati Uniti per unirsi a lui al MIT.
Questa seconda visita negli Stati Uniti coincise con il terremoto di Parkfield del 1966, degno di nota per le cosiddette onde di coda, riverberi di energia sismica dovuti alla diffusione multipla da disomogeneità del sottosuolo. Aki "ha sviluppato una passione per l'utilizzo di quelle onde per indagare sulla Terra", secondo Bill Ellsworth, ex studente di Aki che in seguito fu capo del gruppo di sismologia dell'USGS. "Arrivava dal Giappone come sismologo orientato alla statistica, ma non aveva paura di trasformarsi". 
Aki era molto attivo nel suo campo ed era presidente di molte organizzazioni. È stato presidente della sezione sismologica dell'AGU, presidente della Seismological Society of America e presidente del comitato NAS sulla sismologia. È stato determinante nella creazione del Southern California Earthquake Center, con sede presso l'Università della Southern California, nel 1991, dopo essersi trasferito alla USC dal MIT nel 1984.
Nel 1995, Aki si trasferì nell'isola sismicamente attiva di La Riunione, a est del Madagascar nell'Oceano Indiano, dove continuò a lavorare fino alla sua morte nel 2005. Subì una lesione al cervello a causa di una caduta mentre camminava per strada. Il 13 maggio entrò in coma e morì il 17 maggio a 75 anni. Lasciò due figli (Shota e Zenta) e due figlie (Kajika e Uka).

## Premi e riconoscimenti
- Elezione nel U.S. National Academy of Sciences (1979)
- Medaglia della Seismological Society of America (1986)
- Medaglia Thorarinsson dalla International Association of Volcanology and Chemistry of the Earth's Interior (2000)
- Medaglia Bowie dell'AGU (2004)
- Medaglia Gutenberg dell'European Geosciences Union (2005)